# ACT Apricot Portable
ACT Apricot Portable је преносиви рачунар фирме ACT који је почео да се производи у Уједињеном Краљевству током 1984. године.
Користио је lntel 8086 микропроцесорску јединицу а RAM меморија рачунара је имала капацитет од 256k, до 1024k. 
Као оперативни систем кориштен је MS-DOS 2.11, Concurrent CP/M Version 3, CP/M 86.

## Детаљни подаци
Детаљнији подаци о рачунару Apricot преносиви рачунар су дати у табели испод.
|                       | |
| [ 1 ]                 | |
| Произвођач            | |
| Тип                   | преносиви рачунар |
| Меморија              | 256k, до 1024k |
| Поријекло             | Уједињено Краљевство |
| Година                | 1984 |
| Тастатура             | infrared membrane тастатура, 92 тастера, 10 функцијских тастера и нумеричка тастатура (same тастатура as the Apricot F1) |
| Процесор              | 8086 |
| Фреквенција процесора | 5 |
| RAM                   | 256k, до 1024k |
| ROM                   | 32k |
| Текст                 | 80 знакова. x 25 линија (монитор са текућим кристалом)                                                                   |
| Графика               | монитор са текућим кристалом: 640 x 200                                                                                  |
| Боја                  | показивач са текућим кристалом : монохроматски                                                                           |
| Звук                  | мали звучник, даје клик за стиснути тастер                                                                               |
| Димензије             | 45 (ширина) x 20 (ширина) x 17,2 (висина) / 5,8                                                                          |
| Портови               | |
| Оперативни систем     | |